# James Gunn (astronomo)
James Edward Gunn (Livingston, 21 ottobre 1938) è un astronomo statunitense.
James Edward Gunn è professore emerito presso l'Università di Princeton, che ha la sua sede a Princeton nel New Jersey. Oltre all'insegnamento universitario si è occupato in particolare di cosmologia e di progettazione e costruzione di strumentazione astronomica tra cui quella usata per il progetto Sloan Digital Sky Survey. Gunn fa parte dell'Unione Astronomica Internazionale. Nel campo osservativo si è occupato in particolare di quasar, pulsar, raggi cosmici, ammassi globulari e galassie. Gunn è andato in pensione nel 2011 anche se lavora ancora a progettare e costruire vari strumenti astronomici.

## Biografia
Si è laureato in Matematica e Fisica presso l'Università Rice a Houston (Texas) nel 1961. Ha ricevuto il dottorato di ricerca in Astronomia dal California Institute of Technology nel 1966 con una tesi sulla distribuzione delle galassie e sulle relative implicazioni.
La carriera di Gunn si è svolta tra l'Università di Princeton, dal 1968 ed il 1970 e poi dal 1980 al momento della pensione ed il California Institute of Technology dal 1970 al 1980.
Il progetto più importante a cui ha partecipato fin dall'inizio, dedicandovi una notevole parte della sua intera carriera, è stato lo 
Sloan Digital Sky Survey. Questo progetto, ideato da Gunn nel 1987, ha ottenuto notevoli risultati ottenendo una mappa tridimensionale dell'universo grazie all'osservazione di centinaia di migliaia di galassie ed oltre 1.000.000 quasar, oltre a milioni di misure di redshift: i dati di questo progetto, disponibili a tutti tramite internet, hanno permesso a molti astronomi di effettuare innumerevoli ricerche in molti campi dell'astronomia.
Tra gli strumenti alla cui progettazione e/o costruzione ha partecipato Gunn si possono citare la Wide Field/Planetary Camera per il Telescopio spaziale Hubble, lo scanner fotoelettrico per spettri PFUEI (Prime Focus Universal Extragalactic Instrument) per il Telescopio Hale e lo spettrografo per oggetti deboli SuMIRe/PFS per il Telescopio Subaru.

## Scoperte
Nel 1965 mentre era ancora studente ha predetto assieme a Bruce Peterson l'esistenza dell'effetto Gunn-Peterson, ossia l'assorbimento di determinate righe negli spettri dei quasar.
Ha scoperto una cometa periodica, la 65P/Gunn.

## Riconoscimenti
- Accademia reale svedese delle scienze
  - 2005 - Premio Crafoord[11].
- American Astronomical Society
  - 1988 - Premio Dannie Heineman per l'astrofisica[12]
  - 2002 - Joseph Weber Award for Astronomical Instrumentation[13]
  - 2005 - Henry Norris Russell Lectureship[14]
- California Institute of Technology
  - 2003 - Distinguished Alumni Awards[15]
- Canadian Astronomical Society
  - 2001 - R.M. Petrie Prize Lecture[16]
- Fondazione Inamori
  - 2019 - Premio Kyōto[17]
- Gruber Foundation
  - 2005 - Cosmology Prize[18]
- MacArthur Fellows
  - 1983 - Astrophysics and Astronomy[19]

## Omaggi
- Nel 2004 gli è stato dedicato l'asteroide 18243 Gunn.[1]